# Кирилков Валентин Феодосійович
Валентин Феодосійович Кирилко́в (нар. 17 вересня 1936, Одеса) — український графік і живописець; член Спілки радянських художників України з 1985 року. Лауреат Волинської обласної премії імені Йова Кондзелевича за 2008 рік.

## Біографія
Народився 17 вересня 1936 року в місті Одесі (нині Україна). Протягом 1953—1961 років навчався в Одеському художньому училищі. 1968 року закінчив Український поліграфічний інститут у Львові, де був учнем Валентина Бунова.
Працював у Луцьку: у 1961—1974 роках — у дитячій художній школі; з 1974 року — у Волинських художньо-виробничих майстернях: протягом 1982—1983 років — головним художником. З 1996 року на творчій роботі. Живе у Луцьку, в будинку на вулиці Ковельській, № 9, квартира 22.

## Творчість
Автор портретів, індустріальних і ліричних пейзажів у стилі реалізму. Серед робіт:
живопис
- «Автопортрет» (1960);
- «Перед дощем» (1980);
- «Вечір на Стиру» (1989);
- «Перед грозою» (1990);
- «Дівчина» (2001);
- «Польові квіти» (2001);
- «Айстра» (2002);
- «Жовтень у Карпатах» (2002);
- «Святковий натюрморт» (2003);
- «Гуцульське весілля» (2003);
- «Вітрильники на світанку» (2004);
- «Львівський мотив» (2005);
- «Карпатська зима» (2005);
- «Старий Луцьк» (2007);
- «Похмуро» (2008);
- «Село Рованці» (2008);
- «Березень» (2008);
- «Ранок біля моря» (2009);

триптихи
- «Трудові будні» (2000);
- «Свято-Пантелеймонівський чоловічий монастир» (2009);
- «Курені біля моря» (2009);
- «Одеське узбережжя» (2010);
- «Дачі Ковалевського» (2011);
- «Змагання вітрильників» (2011);

графіка
- «На тренуванні» (1972);
- «Казімеж Дольний» (1974);
- «Артерії індустрії. Ранок» (1977);
- «І. Плитко» (1983);
- «Злива» (1993);
- «Гуцулка» (1993);
- «Після дощу» (1996);
- «Яхт-клуб в Одесі» (1996);
- «Іллічівський судноремонтний» (1997);
- «Перед бурею» (1998).

Брав участь в обласних, всеукраїнських, міжнародних мистецьких виставках з 1964 року і пленерах з 1974 року, зокрема у:
- республіканській виставці молодих художників України (Київ, 1966);
- 4-й виставці естампа (Київ, 1973);
- виставці «250 років з дня народження Григорія Сковороди» (Київ, 1973).

Персональні виставки відбулися у Луцьку у 1973, 1978, 1996 та 2018 роках, Львові у 1986 році, Ковелі у 1998 році. 
Деякі роботи художника зберігаються у Волинському краєзнавчому музеї, Харківському, Одеському, Запорізькому, Чернігівському художніх музеях.